# Campionati mondiali di sollevamento pesi 2019 - 81 kg maschile
Le gare di sollevamento pesi della categoria fino a 81 kg maschile — pesi medi — dei campionati mondiali del 2019 si sono svolte dal 21 al 22 settembre 2019 a Pattaya presso l'Eastern National Sports Training Center.
Nijat Rahimov, inizialmente classificatosi al 17º posto, venne squalificato per otto anni nel marzo del 2022 – tre anni dopo la conclusione dei campionati – per scambio di provette durante i Giochi olimpici di Rio de Janeiro del 2016; l'atleta nel marzo del 2023 fece ricorso contro la sentenza, ma il Tribunale Arbitrale dello Sport confermò il verdetto di squalifica il 12 dicembre 2023 e il 17º posto ottenuto nel mondiale 2019 fu annullato.

## Programma
L'orario indicato corrisponde a quello thailandese (UTC+07:00)
| Data              | Orario | Evento   |
| ----------------- | ------ | -------- |
| 21 settembre 2019 | 08:00  | Gruppo D |
| 22 settembre 2019 | 10:00  | Gruppo C |
| 22 settembre 2019 | 14:25  | Gruppo B |
| 22 settembre 2019 | 17:55  | Gruppo A |

## Medagliati
Per ciascun esercizio, i primi tre classificati sono i seguenti:
| Esercizio | Oro        | Oro    | Argento  | Argento | Bronzo              | Bronzo |
| --------- | ---------- | ------ | -------- | ------- | ------------------- | ------ |
| Strappo   | Lü Xiaojun | 171 kg | Li Dayin | 171 kg  | Andranik Karapetyan | 168 kg |
| Slancio   | Lü Xiaojun | 207 kg | Li Dayin | 206 kg  | Yunder Beytula      | 201 kg |
| Totale    | Lü Xiaojun | 378 kg | Li Dayin | 377 kg  | Brayan Rodallegas   | 363 kg |

## Record
Prima di questa competizione, i record mondiali esistenti erano i seguenti:
| Record mondiale | Strappo | Mohamed Ihab      | 173 kg | Aşgabat, Turkmenistan | 5 novembre 2018  |
| Record mondiale | Slancio | Mondiale standard | 206 kg | —                     | 1º novembre 2018 |
| Record mondiale | Totale  | Li Dayin          | 375 kg | Fuzhou, Cina          | 24 febbraio 2019 |

## Risultati
| Pos. | Atleta                           | Gr. | Peso atleta | Strappo (kg) | Strappo (kg) | Strappo (kg) | Strappo (kg) | Slancio (kg) | Slancio (kg) | Slancio (kg) | Slancio (kg) | Totale   |
| Pos. | Atleta                           | Gr. | Peso atleta | 1            | 2            | 3            | Pos.         | 1            | 2            | 3            | Pos.         | Totale   |
| ---- | -------------------------------- | --- | ----------- | ------------ | ------------ | ------------ | ------------ | ------------ | ------------ | ------------ | ------------ | -------- |
|      | Lü Xiaojun (CHN)                 | A   | 80.75       | 165          | 165          | 171          |              | 191          | 205          | 207          |              | 378      |
|      | Li Dayin (CHN)                   | A   | 80.90       | 166          | 166          | 171          |              | 198          | 206          | 206          |              | 377      |
|      | Brayan Rodallegas (COL)          | A   | 80.85       | 159          | 165          | 167          | 4            | 196          | 202          | 203          | 6            | 363      |
| 4    | Rejepbaý Rejepow (TKM)           | A   | 80.70       | 164          | 168          | 169          | 5            | 190          | 199          | 199          | 4            | 363      |
| 5    | Yunder Beytula (BUL)             | B   | 80.65       | 150          | 155          | 157          | 14           | 192          | 198          | 201          |              | 358      |
| 6    | Antonino Pizzolato (ITA)         | A   | 80.90       | 155          | 160          | 163          | 7            | 195          | 195          | 201          | 9            | 358      |
| 7    | Andrés Mata (ESP)                | C   | 80.85       | 152          | 158          | 162          | 9            | 189          | 194          | 200          | 10           | 356      |
| 8    | Zacarías Bonnat (DOM)            | A   | 81.00       | 155          | 160          | 163          | 10           | 195          | 201          | 201          | 7            | 355      |
| 9    | Harrison Maurus (USA)            | B   | 80.76       | 152          | 152          | 152          | 18           | 191          | 198          | 205          | 5            | 350      |
| 10   | Mukhammadkodir Toshtemirov (UZB) | B   | 79.85       | 155          | 159          | 162          | 11           | 185          | 185          | 189          | 14           | 348      |
| 11   | Nico Müller (GER)                | B   | 80.65       | 150          | 154          | 157          | 13           | 186          | 191          | 191          | 12           | 348      |
| 12   | Ritvars Suharevs (LAT)           | B   | 80.90       | 154          | 158          | 160          | 16           | 188          | 192          | 200          | 11           | 346      |
| 13   | Viktor Getts (RUS)               | B   | 80.95       | 154          | 158          | 158          | 12           | 186          | 190          | 191          | 16           | 344      |
| 14   | Daniel Godelli (ALB)             | B   | 80.55       | 155          | 160          | 163          | 15           | 185          | 190          | —            | 18           | 340      |
| 15   | Juan Solís (COL)                 | B   | 80.95       | 150          | 150          | 155          | 23           | 189          | 195          | 195          | 13           | 339      |
| 16   | Krzysztof Zwarycz (POL)          | B   | 81.00       | 150          | 153          | 153          | 22           | 182          | 185          | 189          | 19           | 335      |
| 17   | Emil Moldodosov (KGZ)            | C   | 80.90       | 145          | 150          | 153          | 17           | 175          | 180          | 182          | 23           | 333      |
| 18   | Ajay Singh (IND)                 | C   | 81.00       | 140          | 144          | 146          | 26           | 175          | 181          | 187          | 15           | 333      |
| 19   | Ahmed Farooq (IRQ)               | C   | 79.85       | 142          | 142          | 147          | 25           | 181          | 185          | 188          | 17           | 332      |
| 20   | Erkand Qerimaj (ALB)             | B   | 80.90       | 151          | 151          | —            | 20           | 181          | —            | —            | 21           | 332      |
| 21   | Alex Bellemarre (CAN)            | C   | 80.85       | 151          | 151          | 155          | 19           | 174          | 178          | 184          | 25           | 329      |
| 22   | Christian Rodriguez Ocasio (USA) | C   | 80.95       | 145          | 147          | 153          | 24           | 180          | 180          | 190          | 24           | 327      |
| 23   | Arley Méndez (CHI)               | D   | 80.95       | 140          | 145          | 150          | 21           | 166          | 175          | —            | 27           | 325      |
| 24   | Şatlyk Şöhradow (TKM)            | C   | 80.95       | 145          | 145          | 150          | 28           | 180          | 185          | 185          | 22           | 325      |
| 25   | Chuang Sheng-min (TPE)           | C   | 78.65       | 145          | 145          | 145          | 29           | 170          | 170          | 177          | 26           | 322      |
| 26   | Nicolas Vachon (CAN)             | C   | 80.65       | 137          | 137          | 142          | 30           | 170          | 181          | 184          | 20           | 318      |
| 27   | Seán Brown (IRL)                 | D   | 80.85       | 142          | 142          | 145          | 27           | 168          | 172          | 175          | 28           | 317      |
| 28   | Richard Tkáč (SVK)               | D   | 80.90       | 133          | 137          | 137          | 31           | 160          | 166          | 172          | 29           | 299      |
| 29   | Chinthana Vidanage (SRI)         | D   | 80.70       | 128          | 132          | 133          | 32           | 165          | 171          | 171          | 30           | 298      |
| 30   | Kabuati Bob (MHL)                | D   | 80.40       | 120          | 120          | 125          | 33           | 156          | 161          | 167          | 31           | 286      |
| 31   | Tuau Lapua Lapua (TUV)           | D   | 80.05       | 116          | 121          | 126          | 35           | 145          | 150          | 155          | 32           | 276      |
| 32   | Ika Aliklik (NRU)                | D   | 74.55       | 117          | 120          | 124          | 34           | 145          | 150          | 158          | 33           | 274      |
| —    | Andranik Karapetyan (ARM)        | A   | 80.80       | 168          | 172          | 172          |              | 195          | 195          | 195          | —            | —        |
| —    | Choe Jon-wi (PRK)                | A   | 80.25       | 158          | 163          | 166          | 6            | 190          | 190          | 190          | —            | —        |
| —    | Ri Chong-song (PRK)              | A   | 77.70       | 155          | 160          | 163          | 8            | 195          | —            | —            | —            | —        |
| —    | Pjotr Asajonak (BLR)             | A   | 80.95       | 165          | 165          | 165          | —            | 190          | 195          | 202          | 8            | —        |
| —    | Ihar Lozka (BLR)                 | B   | 80.95       | 155          | 155          | 155          | —            | 188          | 188          | —            | —            | —        |
| —    | Aidar Kazov (KAZ)                | C   | 80.95       | 140          | 140          | 140          | —            | —            | —            | —            | —            | —        |
| —    | Alexander Hernández (PUR)        | D   | 81.00       | 135          | 135          | 135          | —            | 170          | 170          | 170          | —            | —        |
| —    | Lyle du Plooy (RSA)              | D   | 80.30       | 118          | 119          | 120          | —            | —            | —            | —            | —            | —        |
| DSQ  | Nijat Rahimov (KAZ)              | C   | 79.80       | 140          | 145          | 150          | —            | 180          | 185          | 189          | —            | —        |
| —    | Ariel Batista Estrada (PAN)      | D   | ritirato    | ritirato     | ritirato     | ritirato     | ritirato     | ritirato     | ritirato     | ritirato     | ritirato     | ritirato |